# Divieto di frequentare osterie e pubblici spacci di bevande alcooliche
Il divieto di frequentare osterie e pubblici spacci di bevande alcooliche è una misura di sicurezza personale non detentiva prevista dall'art. 234 codice penale italiano.

## Disciplina
Il divieto di frequentare osterie e pubblici spacci di bevande alcooliche ha la durata minima di un anno. Il divieto è sempre aggiunto alla pena, quando si tratta di condannati per ubriachezza abituale o per reati commessi in stato di ubriachezza, sempre che questa sia abituale. Nel caso di trasgressione, può essere ordinata inoltre la libertà vigilata o la prestazione di una cauzione di buona condotta.